# Michel Gonord
 (septembre 2024).
Si vous disposez d'ouvrages ou d'articles de référence ou si vous connaissez des sites web de qualité traitant du thème abordé ici, merci de compléter l'article en donnant les références utiles à sa vérifiabilité et en les liant à la section « Notes et références ».
Michel Gonord, né le 31 mars 1955 à Niort, est un homme politique français.

## Biographie
Il est élu maire (sans étiquette) de Champagne-sur-Seine le 3 octobre 2014 avec 22 voix pour et 7 contre après que son élection en mars ait été invalidée car « la nationalité d'un de ses colistiers portugais ne figurant pas sur les bulletins de vote », Joao Faria,. Il est réélu en 2020.
Devenu membre d'Horizons, il est suppléant de Jean-Louis Thiériot aux élections législatives françaises de 2024. Celui-ci devient ministre délégué aux Armées et aux Anciens combattants le 27 septembre 2024.